# Seoane (Puentes de García Rodríguez)
Seoane (llamada oficialmente San Xoán de Seoane) es una parroquia española del municipio de Puentes de García Rodríguez, en la provincia de La Coruña, Galicia.

## Toponimia
El topónimo deriva del latín Sanctu(m) Iohanne(m), San Juan.

## Entidades de población
Entidades de población que forman parte de la parroquia:
- Castro (O Castro)
- Penadeiriz (A Pena de Eiriz)

## Demografía
| Gráfica de evolución demográfica de Seoane entre 2000 y 2019 |
|                                                              |
| Datos según el nomenclátor publicado por el INE.             |